# Marma (Zweden)
Marma is een plaats in de gemeente Älvkarleby in het landschap Uppland en de provincie Uppsala län in Zweden. De plaats heeft 304 inwoners (2005) en een oppervlakte van 69 hectare.

## Verkeer en vervoer
Bij de plaats loopt de Länsväg 291.
De plaats heeft een station aan de spoorlijn Stockholm - Sundsvall.